# Sidi Bouzid Ouest (delegación)
Sidi Bouzid Ouest es una delegación de la gobernación de Sidi Bouzid en Túnez. En abril de 2014 tenía una población censada de 73 226 habitantes.
Se encuentra ubicada en la zona central del país, sobre la cordillera del Atlas.